# Office Sway
Office Sway ist eine Präsentations-Webanwendung und Teil der Microsoft-Office-Reihe. Sway ermöglicht es Anwendern, Text und Medien zu einer Präsentation zu verarbeiten.

## Funktionsweise
Texte und Medien können vom Computer des Anwenders oder aus dem Internet von Seiten wie Bing, Microsoft OneDrive, YouTube, und Facebook eingefügt werden. Eine Sway-Präsentation kann mittels eines Web-Browsers über eine Webanwendung in Microsoft Office Online oder Windows 10 angesehen und bearbeitet werden. Die App für iOS wurde eingestellt, eine App für Android wurde trotz Ankündigung nie veröffentlicht.
Eine Sway-Präsentation wird auf den Servern von Microsoft gespeichert und mit dem Microsoft-Konto des Erstellers verbunden. Da die Daten nicht verschlüsselt und auf Servern außerhalb der EU gespeichert werden, ist die Nutzung des Dienstes datenschutzrechtlich zumindest bedenklich. Andere Anwender benötigen nur den Link für die Sway-Präsentation, um sie zu sehen.

## Geschichte
Am 1. Oktober 2014 wurde eine Beta-Version von Sway angekündigt, zu der Tester eingeladen wurden. Die App für iOS wurde zuerst als eine Vorschau-Version in Neuseeland am 31. Oktober 2014 veröffentlicht. Seit dem 28. Januar 2015 können Anwender eingebetteten Code von Diensten wie SoundCloud und Vine in Präsentationen einbinden. Öffentlich verfügbar ist Sway seit dem 6. Juni 2015. Microsoft gab bekannt, dass kein Microsoft-Office-365-Abo für die Verwendung von Sway benötigt wird.
Am 19. Oktober 2018 wurde die iOS-App aus dem App Store entfernt. Eine App für Android wurde nie veröffentlicht. Microsoft empfiehlt den Nutzern, auf die Web-Version von Sway umzusteigen.